# Auguste Vinchon
Auguste Vinchon, (París, 5 de agosto de 1789-Ems, 16 de agosto de 1855) fue un impresor y pintor histórico francés. En 1814 ganó el Premio de Roma. A su regreso de Italia, se encargó de pintar los frescos de San Mauricio y San Cándido en la capilla de San Mauricio y de Santa Juana de Arco de la Iglesia de San Sulpicio en París.

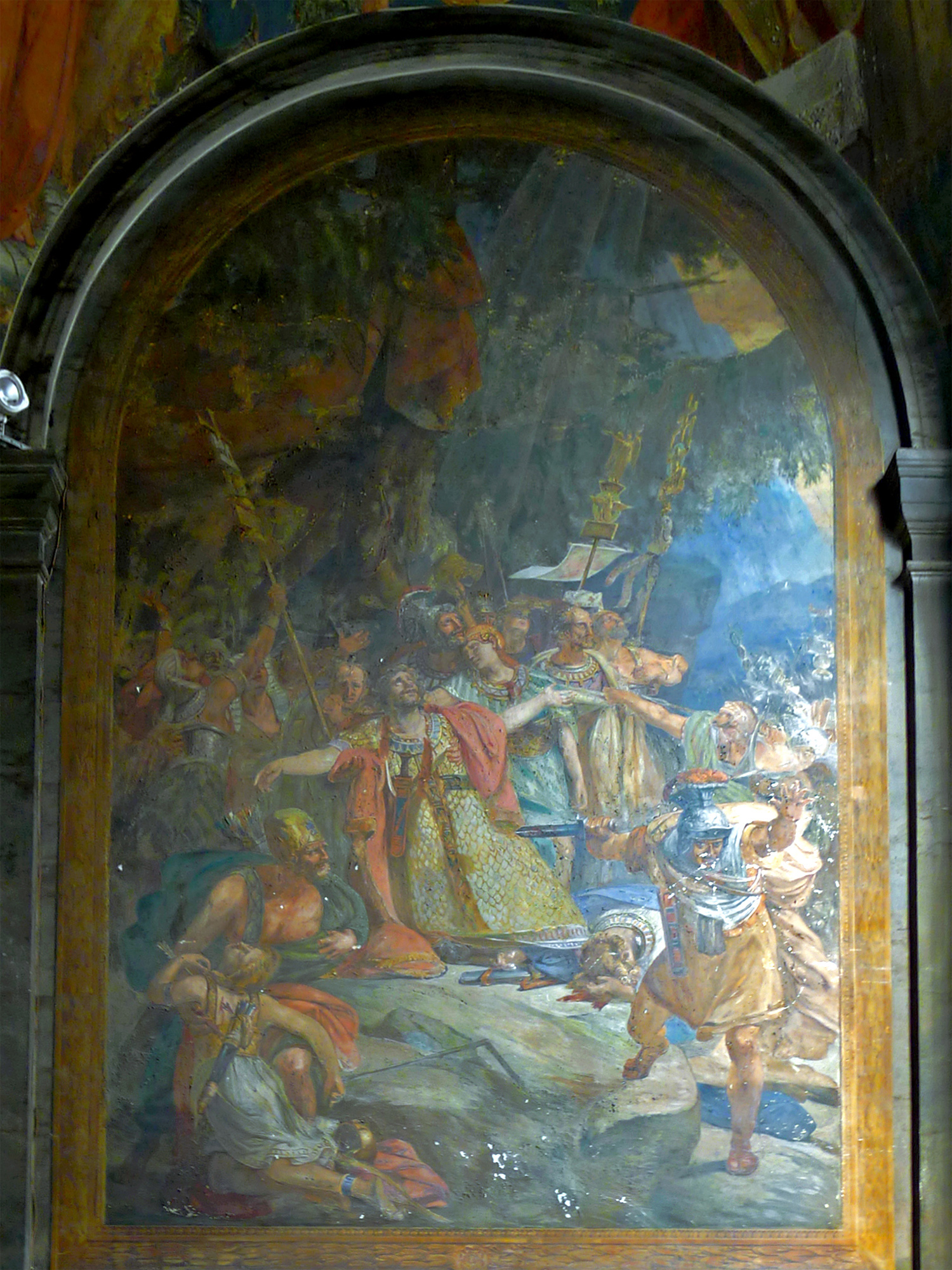
San Mauricio y sus compañeros masacrados por el ejército romano.
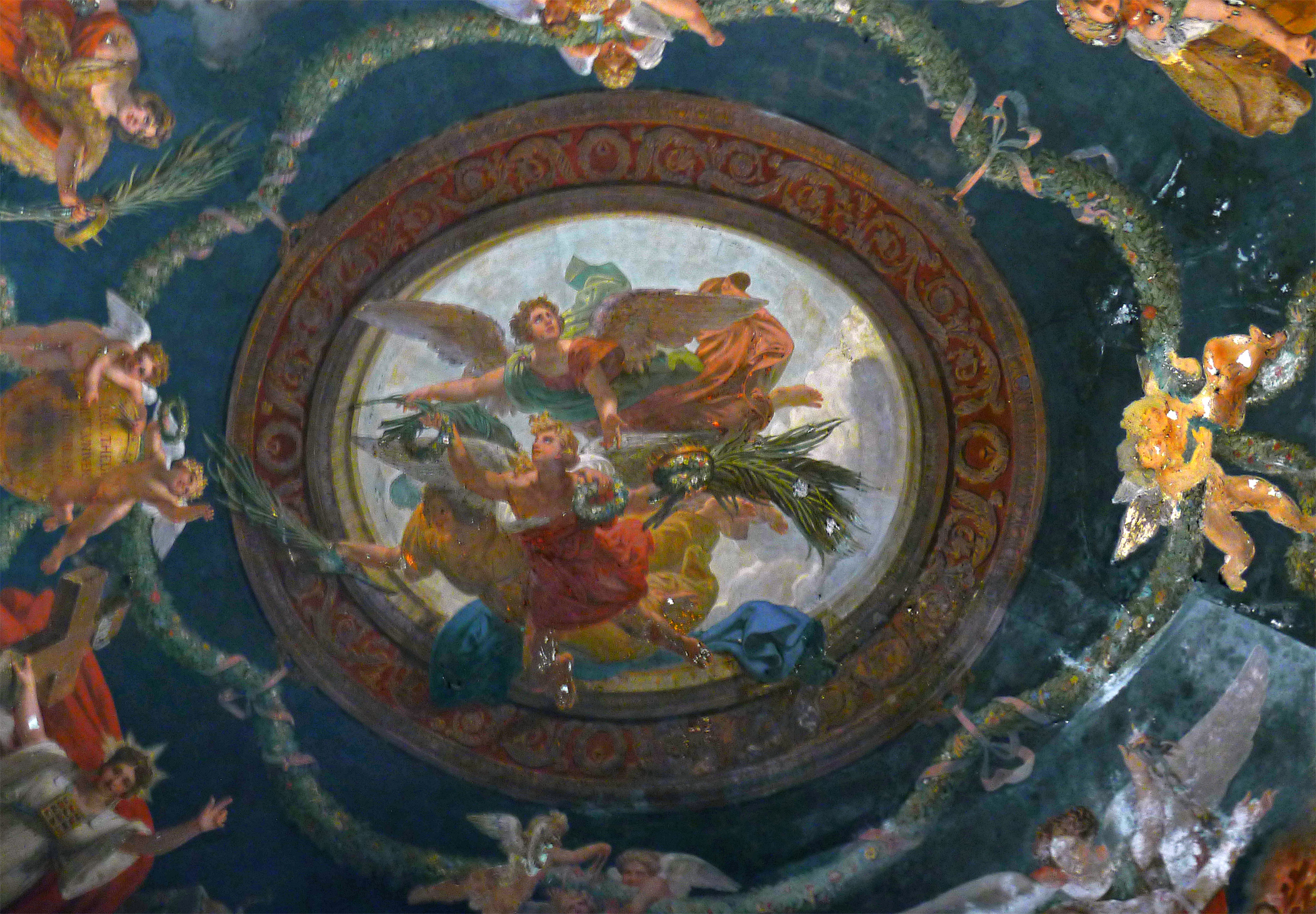
Ángeles preparando el ascenso de San Mauricio.

Realizó la escena de ‘François-Antoine de Boissy d'Anglas ante la Insurrección del año I de la pradera entre 1833 y 1835 como parte de un concurso para la decoración de la sala de sesiones de la nueva cámara de diputados del Palacio Borbón, pero la pintura nunca fue exhibida en el parlamento. Esta pintura se encuentra ahora en la sala de bodas del Ayuntamiento de Annonay, que la adquirió en 1838.
Su inmensa pintura, ‘Los voluntarios de 1792’; realizada en 1853, se conserva en el Museo de la Revolución Francesa de Vizille. 
Pintó de gris la bóveda del Palacio Brongniart.